# X-Men: Apocalypse
X-Men: Apocalypse ist ein US-amerikanischer Science-Fiction-Actionfilm, der auf den X-Men-Comics des Marvel-Verlages basiert. Er ist der insgesamt neunte Teil der X-Men-Filmreihe und bildet als Fortsetzung zu X-Men: Zukunft ist Vergangenheit (2014) den dritten Teil der zweiten X-Men-Trilogie. Die Regie übernahm wie auch im Vorgängerfilm erneut Bryan Singer.
Der Film thematisiert die Entstehung der Superheldentruppe X-Men sowie die Ursprünge der Mutanten und bildet gleichzeitig einen Neuanfang für die X-Men-Reihe. Er übernimmt Elemente aus der ersten X-Men-Trilogie, wie beispielsweise der Phoenix-Saga, und stellt den Abschluss der zweiten Trilogie dar, die mit X-Men: Erste Entscheidung (2011) begonnen hatte. Seine Premiere hatte der Film am 9. Mai 2016 in London, in den deutschsprachigen Kinos lief X-Men: Apocalypse am 19. Mai sowohl in 2D und 3D sowie im IMAX-Format an.
Mit einer Spiellänge von 144 Minuten ist X-Men: Apocalypse der längste X-Men-Film und die fünftlängste Marvel-Verfilmung. Erstmals in der X-Men-Reihe sind sämtliche X-Men-Charaktere in individuellen Uniformen zu sehen, die den aus den Comics bekannten traditionellen farbigen Uniformen nachempfunden sind.

## Handlung
Im Jahr 3600 v. Chr. herrscht der Mutant En Sabah Nur (auch bekannt als Apocalypse) über das alte Ägypten. Die Menschen verehren ihn als Gott aufgrund seiner übermenschlichen Fähigkeiten. Bei einem Übergangsritual in einer ihm zu Ehren erbauten Pyramide will er sein Bewusstsein auf einen anderen Mutanten übertragen und so dessen erhöhte Regenerationsfähigkeit übernehmen, um dadurch ewig leben zu können. Allerdings gibt es einige Menschen, die ihn als falschen Gott stürzen wollen. Während des Rituals gelingt es ihnen, die Pyramide zum Einsturz zu bringen. Bevor Apocalypse unter Tonnen von Schutt begraben wird, können seine vier Wächter ihn mit einem Schutzschild umgeben, sodass die Übertragung abgeschlossen wird und er den Einsturz im Tiefschlaf überlebt.
Im Jahr 1983, zehn Jahre nach den Ereignissen von X-Men: Zukunft ist Vergangenheit bzw. zwanzig Jahre nach X-Men: Erste Entscheidung: In einem Nachtclub in Ost-Berlin beobachtet Raven, auch als Mystique bekannt, einen erzwungenen Schaukampf zwischen Mutanten, bei dem Angel gegen andere Mutanten antreten muss. Als Nächstes soll der Teleporter Kurt Wagner (Nightcrawler) gegen ihn kämpfen, doch Raven befreit beide und flieht mit Nightcrawler.
Unterdessen untersucht die CIA-Agentin Moira MacTaggert in Kairo das Treiben einer Sekte, die geheime Ausgrabungen unter der Stadt vorgenommen hat. Durch das in die Grabkammer einfallende Sonnenlicht erwacht Apocalypse wieder zum Leben und löst dadurch ein weltweit registriertes Erdbeben aus.
Erik Lehnsherr (Magneto) ist vor einiger Zeit in Polen untergetaucht, hat inzwischen eine Frau und eine Tochter und führt ein unscheinbares Leben als Arbeiter in einer Metallfabrik. Durch das globale Erdbeben kommt es in der Fabrik zu einem Unfall, bei dem ein Arbeiter beinahe erschlagen wird, dem Erik aber mit seinen Kräften das Leben rettet. Aus Angst, dass ihn jemand erkannt haben könnte, will er mit seiner Familie fliehen, doch seine Frau Magda und er müssen feststellen, dass ihre Tochter Nina im Wald von einigen Polizisten festgehalten wird. Sie haben ihn als Magneto erkannt und sind daher mit nichtmetallischen Waffen wie Pfeil und Bogen ausgerüstet. Erik willigt ein, sich abführen zu lassen, doch aus Angst hetzt Nina mit ihren unkontrollierten Mutantenkräften einen Vogelschwarm auf die Polizisten. Im darauffolgenden Tumult löst sich ein Pfeilschuss, der Magda und Nina tötet. Außer sich vor Wut und Schmerz tötet Erik die anwesenden Polizisten mit dem Metallanhänger seiner Tochter.
In der Zwischenzeit entdeckt der junge Scott Summers gerade seine eigenen Mutantenkräfte, als er in der Schule heftige Augenschmerzen bekommt und mit seinen Hitzestrahlen die Schultoilette verwüstet. Sein älterer Bruder Alex (Havok) bringt ihn zu Professor Charles Xaviers Internat für Begabte, wo er lernen soll, seine Kräfte zu kontrollieren. Dort trifft er auf die junge Jean Grey, die genau wie er ein Außenseiter ist, weil sie ihre Kräfte ebenfalls nicht kontrollieren kann. Sie leidet unter heftigen Alpträumen, die vom Untergang der Welt handeln. Durch Cerebro findet Charles Moira in Kairo beim Ursprung des kürzlichen Erdbebens. Er sucht sie im CIA-Hauptquartier auf. Nach dem Kuba-Zwischenfall hatte Charles Moiras Erinnerung an die damaligen Ereignisse gelöscht, sodass sie ihn nicht mehr erkennt. Durch Moira erfahren sie von der Legende um En Sabah Nur, den möglicherweise ersten und zugleich mächtigsten Mutanten, der je gelebt hat.
Apocalypse versucht nach seinem Erwachen, sich in der ihm fremden Welt zurechtzufinden. Nachdem er eine Diebin (Storm) vor Straßenhändlern gerettet hat, findet er Unterschlupf in ihrer Wohnung. Über das Fernsehen lernt Apocalypse in wenigen Sekunden die moderne Sprache sowie die Geschichte der Menschheit in den vergangenen fünftausend Jahren. Er missbilligt die Lebensweise der Menschheit, vor allem, dass die Mutanten sich von den schwachen Menschen regieren und durch deren Gesetze und Systeme ihrer Freiheit berauben ließen. Zur Demonstration seiner Macht steigert er Storms Mutantenkräfte beträchtlich und macht sie so zur ersten seiner vier neuen Wächter.
Raven besorgt Nightcrawler beim Mutanten und Schwarzmarkthändler Caliban falsche Papiere zur Ausreise in die USA. Wegen ihres Fernsehauftrittes vor zehn Jahren wird Raven von vielen Mutanten als Heldin bewundert. Durch Caliban erfährt Raven von den Geschehnissen um Erik in Polen, was sie zum sofortigen Aufbruch zu Xaviers Internat veranlasst. Hier gelingt es Scott zwischenzeitlich, mit einer von Hank McCoy (Beast) entwickelten Spezialbrille aus Rubinquarz seine zerstörerische Kraft unter Kontrolle zu halten.
Apocalypse will wissen, wo es weitere starke Mutanten gibt, um sie gegebenenfalls auf seine Seite zu ziehen oder auszulöschen. Dazu befragt er Caliban, der die Information unter Gewaltandrohung preisgibt. Apocalypse rekrutiert als weitere Gefolgsleute Calibans Leibwächterin Psylocke, deren Fähigkeit darin besteht, Schwerter und andere Waffen aus psychokinetischer Energie zu formen, sowie Angel, den er mit neuen Flügeln aus Metall ausstattet.
Erik will alle Fabrikarbeiter umbringen, die ihn verraten haben, doch Apocalypse taucht vorher auf, tötet an seiner Stelle die Arbeiter und nimmt Erik mit nach Auschwitz, wo dieser als kleiner Junge seine Eltern verlor und dabei seine Mutantenkräfte entdeckte. Apocalypse verstärkt Magnetos Fähigkeit, sodass dieser nun alles Metall auf der ganzen Welt kontrollieren kann. Somit wird Magneto zum vierten apokalyptischen Wächter.
Als Charles mit Cerebro den Aufenthaltsort von Erik ausfindig macht und mit ihm eine telepathische Verbindung aufbaut, kann Apocalypse diese Verbindung für sich nutzen und lässt alle Nuklearwaffen der Welt in den Weltraum befördern, um die Menschheit zu entwaffnen. Bevor Apocalypse Besitz von ihm ergreifen kann, befiehlt Charles Alex, Cerebro zu zerstören. Daraufhin tauchen Apocalypse und sein Gefolge im Hauptquartier der X-Men auf und entführen Charles. Alex versucht, sie daran zu hindern, zerstört dabei aber unabsichtlich den gesamten unterirdischen Komplex und die darüber liegende Schule. Pietro Maximoff (Quicksilver) ist währenddessen auf dem Gelände angekommen, um seinen Vater Magneto zu finden. Durch seine Supergeschwindigkeit schafft er es, alle Anwesenden rechtzeitig aus dem Gebäude zu befördern, mit Ausnahme von Alex, der in der Explosion umkommt.
Kurz nach der Zerstörung tauchen die Streitkräfte von William Stryker auf und nehmen Hank, Raven, Peter und Moira gefangen. Scott, Jean und Nightcrawler können ihnen unbemerkt an Bord des Hubschraubers folgen. In Strykers geheimer Militäreinrichtung am Alkali Lake angekommen, befreien sie die anderen mit Hilfe des dort gefangen gehaltenen Wolverine, der ein Blutbad unter den Soldaten anrichtet, während Stryker entkommt. Bevor Wolverine in die Freiheit stürmt, kann Jean seine gelöschten Erinnerungen teilweise wiederherstellen.
Apocalypse benutzt den entführten Charles, um seine bevorstehende Machtübernahme als telepathische Botschaft an die gesamte Welt zu schicken. Dabei kann Charles mit einer versteckten Nachricht ihren Aufenthaltsort in Kairo an Jean übermitteln. Apocalypse will sein Bewusstsein in Charles übertragen und so dessen Fähigkeit übernehmen, die Gedanken aller Menschen und Mutanten kontrollieren zu können, um dadurch allmächtig zu werden. Für das Ritual formt er die Stadt zu einer gigantischen Pyramide um und postiert seine Gefolgsleute um sie herum, da er während des Rituals verwundbar ist. Magneto hat inzwischen damit begonnen, sämtliches Metall sowie das Magnetfeld der Erde selbst zu manipulieren, was zu massiven globalen Zerstörungen führt. Die X-Men machen sich auf den Weg nach Kairo, um Apocalypse aufzuhalten.
Sie lenken die vier Wächter ab, damit Nightcrawler in die Pyramide eindringen und Charles befreien kann, bevor das Ritual abgeschlossen ist. Charles hat durch die einsetzende Transformation bereits sein Kopfhaar verloren. Angel kommt bei einem Kampf im Jet ums Leben. Hank und Scott kämpfen im zerstörten Kairo gegen Storm und Psylocke. Mystique und Quicksilver dringen zu Magneto vor, appellieren an sein Gewissen und machen ihm klar, dass er immer noch die X-Men als Familie habe.
Außer sich vor Wut tritt Apocalypse selbst in das Kampfgeschehen ein. Quicksilver kann durch sein hohes Tempo einige Schläge landen, doch Apocalypse schafft es, ihn zu überwältigen. Er befiehlt Psylocke, Quicksilver zu töten. Sie entpuppt sich als Mystique und durchschneidet Apocalypse die Kehle. Die Wunde heilt jedoch sofort wieder und Apocalypse droht, Mystique umzubringen, wenn Charles seinen Widerstand nicht aufgibt. Dieser liefert sich daraufhin einen mentalen Kampf mit Apocalypse, wird jedoch überwältigt. Die restlichen X-Men, einschließlich des bekehrten Magneto, greifen Apocalypse mit vereinten Kräften an, doch dieser wehrt sie mühelos ab. Charles fordert Jean gedanklich auf, ihren Kräften freien Lauf zu lassen. Jean entfesselt ihre volle Macht als Phoenix und gemeinsam mit Cyclops und Magneto lösen sie Apocalypse Stück für Stück auf, schneller als seine Regenerationskräfte ihn wiederherstellen können. Dieser versucht, mittels Teleport in letzter Sekunde zu fliehen, jedoch unterbricht Storm, die sich im Kampf nun den X-Men anschließt, diesen Versuch mit ihren Kräften und Apocalypse wird vollständig vernichtet.
Nach dem Kampf verschwindet Psylocke wortlos in den Trümmern. Später, im wiederaufgebauten Internat, sind alle verbliebenen X-Men versammelt und machen sich für eine Trainingsstunde bereit. Charles stellt Moiras Erinnerung wieder her, und er und Erik nehmen respektvoll Abschied voneinander mit denselben Worten wie schon am Ende des ersten X-Men-Films.
In einer Post-Credit-Szene betritt ein Team der Essex Corp die verlassene Militäreinrichtung und verstaut ein Reagenzglas mit einer Blutprobe der Waffe X zusammen mit weiteren Blutproben in einer Aktentasche.

## Produktion

### Stab und Hintergrund
Terminüberschneidungen schienen Singers Vorhaben, bei dem Film Regie zu führen, zunächst zu durchkreuzen. Nachdem sich 20th-Century-Fox-Produktionsleiterin Emma Watts im Juni 2014 öffentlich für Singer als Wunschregisseur aussprach, folgte im September 2014 seitens 20th Century Fox eine offizielle Bestätigung, wonach zwischen Singer und dem Studio eine vertragliche Vereinbarung getroffen sei und dass dieser den Film definitiv als Regisseur inszenieren werde. Gerüchte über einen möglichen Gerichtsprozess gegen Singer, der 20th Century Fox von einer weiteren Zusammenarbeit abgeschreckt habe, dementierte Watts: „Es war immer unsere Absicht, dass er den Film macht“, so Watts und fügte hinzu, dass der Erfolg von X-Men: Zukunft ist Vergangenheit hauptsächlich Singer zu verdanken sei. Für Singer ist X-Men: Apocalypse die vierte Regiearbeit an einem X-Men-Film. Somit ist er bis dato der einzige Regisseur, der vier Filme in nur einem Superhelden-Franchise inszenieren konnte. Damit übertrifft er Sam Raimi und Christopher Nolan, die in der Spider-Man- und Batman-Filmreihe Regie bei jeweils drei Superhelden-Filmen führten.
Der Produktionsstab wurde aus dem Vorgängerfilm mit Kinberg, Hutch Parker, Singer und Lauren Shuler Donner, welche seit X-Men (2000) dabei ist und bis dato jeden einzelnen X-Men-Film produziert hat, unverändert übernommen. Am Drehbuch arbeiten neben Kinberg und Singer auch Michael Dougherty und Dan Harris, die in der Vergangenheit insbesondere für ihre Zusammenarbeit mit Singer bekannt wurden. Im Februar 2015 gab Singer bekannt, dass der neuseeländische Szenenbildner Grant Major, der vor allem für seine Arbeiten an Der-Herr-der-Ringe-Trilogie bekannt ist, für das Szenenbild des Films verantwortlich ist. Für die Visuellen Effekte ist VFX Supervisor und Pionier John Dykstra zuständig, der bereits in X-Men: Erste Entscheidung in dieser Funktion fungierte.
Ursprünglich war von 20th Century Fox für 2016 ein X-Men-Spinoff über die X-Force vorgesehen, einer geheimen Eingreiftruppe der X-Men, die einen aggressiveren Weg verfolgen als die X-Men. Als Regisseur konnte Jeff Wadlow verpflichtet werden und eine erste Drehbuchfassung war fertiggestellt. So sollte das X-Force-Team aus den Charakteren Cable, Domino, Warpath, Cannonball sowie Feral bestehen. Doch 20th Century Fox entschied sich während der Produktion von X-Men: Zukunft ist Vergangenheit die länger geplante Adaption von X-Force zugunsten von X-Men: Apocalypse zu canceln. Im September 2014 gab Simon Kinberg bekannt, dass X-Men: Apocalypse im Jahr 1983 spielen und die zweite Trilogie vervollständigen soll. X-Men: Apocalypse soll gleichzeitig einen Neuanfang für die X-Men einleiten. So sagte Bryan Singer, der als Regisseur seinen vierten X-Men-Film realisiert, in einem Interview mit Entertainment Weekly: „Dies ist eine Art Ende für sechs X-Men-Filme, aber gleichzeitig die Geburtsstunde für neue, jüngere Charaktere. Es ist der wahre Beginn der X-Men. Hier fängt alles an.“ Die Ereignisse finden ebenso wie X-Men: Zukunft ist Vergangenheit in einer veränderten Zeitlinie statt und basieren somit nicht auf den Filmen der ersten Trilogie (X-Men 1 bis 3) oder der Wolverine-Reihe, womit auch manche Charaktere durch die veränderte Zeitlinie früher geboren werden als in der ersten X-Men-Trilogie. So beispielsweise der von Ben Hardy gespielte Angel, der ca. 20 Jahre früher geboren wird und sich somit bereits in den Anfängen der 1980er Jahre im Erwachsenenalter befindet.
Das Ende von X-Men: Zukunft ist Vergangenheit müsse laut Singer nicht auch das sein, worauf X-Men: Apocalypse hinarbeiten. Der Ausgang von X-Men: Apocalypse  sei nicht in Stein gemeißelt: „Es führt nicht notwendigerweise dorthin, wo wir Patrick Stewart zu Beginn von X-Men vorgefunden haben. Es gibt einige Dinge, die generell dahin führen. Das war ein Teil der Philosophie hinter dem Ende von Zukunft ist Vergangenheit, dass man nicht in der Lage ist, die Richtung oder die Strömung eines Flußes zu verändern. Aber man kann sie ein wenig lenken und genau das haben wir getan. Einige Dinge werden daher überraschen, es könnten Leute sterben, die in X-Men 1,2 und 3 noch überlebt haben oder Leute überleben, die in 1,2 oder 3 gestorben sind“, so Singer.
Kinberg kommentierte die veränderte Zeitlinie wie folgt:

“The idea is that we’ve sort of reset the timeline after ’Days of Future Past’ in some ways, and if not erased, certainly allowed for change from ’X1,’ ’2,’ ’3,’ everything from ’Days of Future Past’ forward, 1973, everything we set now becomes canon.”

„Es war unser Plan, die Zeitlinie mit ’Zukunft ist Vergangenheit’ neu zu starten oder komplett auszulöschen, um Abweichungen von X-Men 1, 2, 3 möglich zu machen. Alles, was nach ’Zukunft ist Vergangenheit’, von 1973 an, festgelegt wird, gehört jetzt zum neuen Kanon.“

### Entwicklung
Anfang Dezember 2013 kündigte Bryan Singer via Twitter X-Men: Apocalypse für den 27. Mai 2016 an. Im selben Monat wurde bekannt, dass die Drehbuchautoren Michael Dougherty und Dan Harris, die bereits das Drehbuch zu X-Men 2 schrieben, engagiert wurden und mit Simon Kinberg an einem Drehbuch arbeiten. Am 7. Januar 2014 ließ Singer in einem Gespräch mit Entertainment Weekly durchblicken, dass X-Men: Apocalypse die Hintergrundgeschichte der Mutanten erforscht. Er solle das historische Mutantentum beleuchten, die tiefe Vergangenheit sowie die Ursprünge der Mutanten. Dies habe Singer schon immer gefesselt, wenn er über Götter, Geschichten, Wunder und Mächte nachdenke. Am 30. Januar 2014 bestätigte Singer, dass in X-Men: Apocalypse keine Darsteller der ersten Trilogie zum Einsatz kommen werden. Im März 2014 teilte Singer mit, dass er überlege die Mutanten Gambit und Nightcrawler in X-Men: Apocalypse unterzubringen. Nightcrawler sollte ursprünglich bereits im Vorgängerfilm auftauchen. So sagte Singer, dass er für X-Men: Zukunft ist Vergangenheit schon eine Szene mit Nightcrawler geschrieben habe, diese aber verworfen hätte, da er das Gefühl hatte, dass zu viele Mutanten in die Geschichte gezwängt werden würden.
In einem Interview im Mai 2014 erklärte Kinberg, dass X-Men: Apocalypse einem Katastrophenfilm ähneln soll, der im Ausmaß seiner Verwüstung mit einem Film von Roland Emmerich zu vergleichen sei. Laut Kinberg soll der von Oscar Isaac gespielte Charakter Apocalypse eine nachvollziehbare Motivation erhalten. So solle Apocalypse nicht einfach nur jemand sein, der zerstören will, weil er es kann, sondern die Philosophie seines Handelns „etwas Verständliches“, „fast Mitfühlendes“ haben. Auch solle er zu einem „charismatischen Anführer“ und einem begnadeten Demagogen werden, der die Bevölkerung zu seinem Anliegen bekehrt.
Ebenfalls im September sagte Kinberg in einem Interview mit MTV, dass der kosmische Aspekt im X-Men-Franchise zukünftig mehr ausgedehnt werden soll und X-Men: Apocalypse diesen Weg einleitet: „Sobald wir uns für Apocalypse als Gegenspieler entschieden hatten, wollten wir den Comics gerecht werden, in denen er eben kein Kostüm trägt, aber auch nicht einfach nur der Typ mit dem Helm ist. Das ist kosmischer.“ Weiter erklärte Kinberg, dass die Verfilmungen Deadpool und Gambit im selben X-Men-Filmuniversum spielen, das von den Ereignissen in X-Men: Zukunft ist Vergangenheit gezeichnet ist. Das hieße aber nicht zwangsläufig, dass all die Charaktere miteinander interagieren. Nicht jeder Film habe jede Figur, aber sie sollten alle nach den gleichen Regeln existieren. Es solle ein Zusammenspiel zwischen den unterschiedlichen Figuren in den unterschiedlichen Filmen geben.
Am 16. Februar 2015 veröffentlichte Singer im Internet eine Konzeptillustration, auf der eine Art Raumschiff sowie eine verschwommene Silhouette zu sehen ist, welche in den offenen Eingang des Schiffes blickt. Fans haben zu der Konzeptzeichnung viele Theorien entwickelt. Adam Holmes von Cinemablend schreibt beispielsweise, dass es sich bei der mysteriösen Figur um den jungen Mutanten En Sabah Nur und bei dem Raumschiff um das Wesen Ship handelt, welche En Sabah Nur im antiken Ägypten mit außerirdischer Technologie in den Schurken Apocalypse transformiert.
Auf der San Diego Comic-Con International 2015 sagte Singer, dass nach den Geschehnissen in X-Men: Zukunft ist Vergangenheit und der Rettung des US-Präsidenten durch Mystique, Mutanten in X-Men: Apocalypse in der menschlichen Gesellschaft weitestgehend akzeptiert werden. Außerdem werde sich X-Men: Apocalypse mit einem neuen Konzept befassen: Während in den vergangenen X-Men-Verfilmungen der Konflikt zwischen den Menschen und den Mutanten im Mittelpunkt steht, mache Apocalypse keinen Unterschied zwischen Menschen und Mutanten, sondern nur zwischen den Schwachen und den Starken. Ebenfalls auf der Comic-Con sagte James McAvoy, dass Charles Xavier eine Schule für Mutanten leitet und seinen Schülern beibringe wie sie ihre Kräfte kontrollieren müssen, um sich in der Gesellschaft zu integrieren, damit sie beispielsweise „in einer Bank arbeiten können“. Raven habe es sich zur Aufgabe gemacht, unterdrückten Mutanten zur Hilfe zu kommen. Laut Michael Fassbender hat der von ihm gespielte Charakter Magneto in X-Men: Apocalypse eine Familie gegründet und seine Vergangenheit hinter sich gelassen und lebt in Polen, abgeschieden im Wald.
Im Oktober 2015 kündigte Singer an, dass X-Men: Apocalypse eine längere Laufzeit haben werde als die bisherigen X-Men-Filme. Begründet hat es Singer damit, dass X-Men: Apocalypse sechs Filme abschließe und deshalb etwas länger sein werde. In einem Interview im November 2015 enthüllte Evan Peters, dass einer der Handlungsstränge des Films die Vater-Sohn Beziehung zwischen Magneto und Quicksilver behandeln werde. Am 29. Dezember 2015 veröffentlichte Entertainment Weekly eine Konzeptillustration, auf der zu sehen ist wie Magneto mit seinen telekinetischen Fähigkeiten einen Gebäudekomplex zerstört. Singer erklärte, eine der vielen Stärken von Apocalypse sei es andere Mutanten mit stärkerer Macht auszustatten. Apocalypse gebe Magneto Fähigkeiten, die weit über das bisher gesehene hinausgehen. Die Konzeptzeichnung zeige nur einen „kleinen Vorgeschmack“ auf das, wozu Magneto nun fähig ist.
In einem Q&A-Video (Englisch: Questions and Answers, Deutsch: Fragen und Antworten) erklärte Kinberg am 16. Januar 2016, dass X-Men: Apokalypse der spektakulärste X-Men-Film ist, denn sie jemals gedreht hätten und hob die hohe Emotionalität hervor: „So etwas haben wir noch nie zuvor gemacht, wo die gesamte Existenz der gesamten Welt auf dem Spiel steht und ich denke, es ist auch der emotionalste Film. Weil die gesamte Situation so gespannt ist, wird auch die Dynamik zwischen den Hauptfiguren gespannt und intensiver als jemals zuvor.“ Weiter erklärte Kinberg die Besonderheit von Apocalypse, der der mächtigste Widersacher im X-Men-Franchise sei: „In der Regel haben wir Magneto mit seinem Magnetismus oder eben Shaw und die Art, wie er Energie absorbieren kann. Apocalypse ist ein Charakter, der wesentlich mächtiger ist als jeder andere Charakter, den wir jemals in diesem Franchise zu Gesicht bekommen haben.“
Am 21. Januar 2016 bestätigte Alexandra Shipp, dass sie im Film arabisch spricht und mit einem kenianischen Akzent zu hören ist. Weiter erklärte Shipp, dass Apocalypse eine antike Sprache spreche und die Kraft von Storm spüre und von dieser angezogen werde. Da Apocalypse aus einem tausendjährigen Tiefschlaf erwacht, sei er anfangs schwach und ganz allein. Er suche nach Schutz und findet diesen in Storm. Storm solle mit Nebel und Blitzen beispielsweise Flugzeuge und Raketen abwehren.

### Kostüm
Für die Kostüme zeichnet Louise Mingenbach verantwortlich, die in der Vergangenheit in zahlreichen X-Men-Verfilmungen als Kostümbildnerin arbeitete. Für das Kostüm der Mutantin Psylocke wurde ein Kostüm aus Latex ausgewählt, das sich nah an der Comic-Vorlage orientiert. Olivia Munn erklärte im Gespräch bei Conan O’Brien, dass ihr Kostüm „sehr sexuell“ sei. In einem Interview mit MTV im Mai 2015 verriet Lucas Till, dass er diesmal anders als für seine Rolle in X-Men: Erste Entscheidung einen Anzug ohne Schulterpolster tragen werde und das dies ein persönlicher Wunsch von ihm gewesen sei.
Anders als in den Vorgängerfilmen, in denen das Team der X-Men gleich aussehende Kampfanzüge tragen, entschied man sich für X-Men: Apocalypse, erstmals überhaupt für jeden einzelnen Charakter eine individuelle Uniform basierend auf der Comicvorlage zu entwerfen. So trägt Nightcrawler ein schwarz-rotes Kostüm, das von den Zeichnungen des Comiczeichners Dave Cockrum inspiriert ist und in den X-Men-Comics seit jeher als Grundlage für jedes Nightcrawler Kostüm dient. Ebenfalls an Cockrums Zeichnungen angelehnt ist das weiß-schwarze Kostüm von Mystique, das die Grundlage des ursprünglichen Comic-Kostüms der Figur übernimmt. Die Uniformen von Cyclops und Jean Grey basieren auf den in den 1990er Jahren entworfenen Charakter-Uniformen des populären Comiczeichners Jim Lee, die u. a. auch in der Zeichentrickserie X-Men: The Animated Series übernommen wurden. Die Uniform von Cyclops hat einen taktisch geprägten Look und trägt zudem ikonische Schulterriemen. Das Kostüm von Quicksilver wurde zum Teil von der X-Factor-Reihe inspiriert, so ist die Brust mit einem auffälligen X gekennzeichnet. Die Uniform von Beast ist durch einen moderneren Look inspiriert worden, bei dem die pelzigen Arme und Beine der Figur sichtbar bleiben. Das Kostüm von Storm hingegen ist eine Mischung aus den Entwürfen der 1980er Jahre sowie den Zeichnungen von Jim Lee aus den 90er Jahren.
Für das Charakterdesign von Apocalypse, für den Oscar Isaac an jedem Drehtag mindestens zwei Stunden in der Maske verbrachte, wurde zunächst Jose Fernandez beauftragt, der mit seinem Unternehmen Ironhead Studios unter anderem die Kostüme des ersten X-Men Films sowie für Batman v Superman: Dawn of Justice geschaffen hatte. Fernandez orientierte sich hauptsächlich an den Arbeiten von Louise Simonson und Jackson Guice aus der 1986 eingeführten Comicserie X-Factor, die gleichzeitig die ersten Comic-Auftritte des Charakters darstellten. So sollte Apocalypse eine Größe von knapp zwei Metern sowie ein Gewicht von ca. 100 Kilogramm haben. Doch Singer lehnte den Zeichenentwurf ab und erklärte, dass es zwar kein Problem gewesen wäre aus Apocalypse „einen muskelbepackten Typen, der nicht schauspielern kann“ zu machen, allerdings zähle zu Apocalypses größte Stärke die Kraft der Überzeugung und daher sei es von immenser Bedeutung gewesen, dass Apocalypse von einem Schauspieler gespielt würde, der „wirklich schauspielern kann“, wie Isaac, der ein „fantastischer Schauspieler“ sei.
Für das endgültige Charakterdesign verwendete Singer eine Mischung aus bekannten Merkmalen der Comicvorlage, wie beispielsweise einer entstellten Musterung an den Lippen und über der Wange und der bläulich-gräulichen Beleuchtung der Hautfarbe sowie menschlicher Komponenten in Form einer antiken Rüstung, die laut Singer „etwas sehr Futuristisches“ an sich hätte. Da sich das Aussehen von Apocalypse in den Comics häufig veränderte, wurden aus diversen Comics verschiedene Aspekte übernommen. Um diese hervorzuheben, sind im ersten Trailer zu X-Men: Apocalypse in einigen Einstellungen nur Bruchstücke von Apocalypse zu sehen. Dies zwinge den Zuschauer dazu auch andere Aspekte wie die Rüstung, die Größe, die Fremdartigkeit sowie die Inschrift und die Technologie wahrzunehmen.

“We had to do some adjustments here and there and be like, alright, maybe this is too alien. He also is someone who people would want to follow and not just be terrified of. So the balance, and then making sure that there’s some great elements from the comic but also making our own thing as well.”

„Es mussten einige Anpassungen vorgenommen werden, damit er nicht zu außerirdisch aussieht. Er muss auch jemanden darstellen, dem sich die Leute anschließen wollen und vor dem sie nicht direkt Angst bekommen. Es war ein Balanceakt, um die besten Elemente aus den Comics mit unserer Vision zu verbinden.“

### Drehbuch
Im Juni 2014 veröffentlichte Bryan Singer einen Ausschnitt der ersten Seite des Treatments im Internet. Daraus geht hervor, dass die Anfangsszenen des Films aus einer Rückblende bestehen und im Alten Ägypten angesiedelt sind. Zudem kommen die vier apokalyptischen Reiter in einer Schlacht am Nil zum Einsatz. Laut Kinberg wurden für die Story des Films zum Teil Elemente aus der Comic-Storyline Age of Apocalypse ausgesucht, da man glaubt, dass sie viele der X-Men-Charaktere auf große und dramatische Weise beeinflussen könnte. Das Konzept von Age of Apocalypse bezeichnete Singer als die größte Inspiration bei der Entwicklung des Drehbuchs. Das Drehbuch sei eine Kombination aus vielen verschiedenen Storybögen aus den Comics sowie einigen Storybögen aus der in den 1990er Jahren erschienen Zeichentrickserie X-Men: The Animated Series. Besonders hervorgehoben werden im Film Aspekte wie Familie und Religionszugehörigkeit, wie beispielsweise „Blutsverwandtschaft, deine Freunde, dein Stamm oder dein Team“. Diese Aspekte seien ein großer und wichtiger Teil des Films. Hierzu inspiriert wurde Singer, nachdem er im Oktober 2014 ein Kind mit seiner langjährigen Freundin Michelle Clunie erwartete.
Kinberg verriet im Mai 2016, dass in der ursprünglichen Fassung des Drehbuchs Charles Xavier, der in der Mitte des Films von Apocalypse entführt wird, der vierte apokalyptische Reiter werden sollte. Doch zu einem späteren Zeitpunkt habe man sich anders entschieden, da Xavier im dritten Akt des Films „nichts Wichtiges zu tun“ habe. Stattdessen wurde die Figur Psylocke als eine der vier apokalyptischen Reiter eingeführt. Vielfach kritisiert wurde der von Kinberg verfasste erste Drehbuchentwurf, in der Apocalypse als außerirdisches Wesen dargestellt werden sollte, das die Erde aufsuche und sich mit Magneto verschmilzt. In den Comics hingegen tritt Apocalypse als antiker Mutant auf. Kurz nachdem Singer für den Posten des Regisseurs unterschrieben hatte, verwarf er den Entwurf von Kinberg und entschied sich für eine comicnahe Umsetzung des Charakters.
Die Grundidee für den Film entsprang der Gedanke an uralte Mutanten.

“What would people thousands of years ago, without the benefit of science, think mutants were? And more importantly, what would mutants thousands of years ago think they were? Gods? Titans? Angels? Demons? And if such mutants did exist thousands of years ago, what became of them? Did one survive?”

„Was hätten Menschen vor tausenden von Jahren, ohne die Vorteile der Wissenschaft gedacht, was Mutanten wären? Und noch viel wichtiger, was hätten Mutanten selbst vor tausenden von Jahren gedacht, was sie sind? Götter? Titanen? Engel? Dämonen? Und wenn vor tausenden von Jahren solche Mutanten existiert hätten, was wurde aus ihnen? Hat vielleicht einer überlebt?“

Obwohl die Pläne zu X-Men: Apocalypse erst drei Monate nach dem Beginn der Dreharbeiten zu X-Men: Zukunft ist Vergangenheit konkretisiert wurden, sollten die Ereignisse von X-Men: Zukunft ist Vergangenheit laut Singer entscheidende Auswirkungen auf X-Men: Apocalypse haben.

### Soundtrack
Wie bereits in X-Men 2 und X-Men: Zukunft ist Vergangenheit komponierte erneut John Ottman die Filmmusik zu X-Men: Apocalypse. Ottman sagte am 18. Mai 2016 in einem Interview mit Film Music Magazin, dass der Soundtrack im Vergleich zum Vorgängerfilm absichtlich weniger modern und weniger synthetisiert klingen würde, und stilistisch bewusst dem Soundtrack von X-Men 2 ähneln würde. So wurde eine Sequenz im Film mit Ludwig van Beethovens 7. Sinfonie durch eine klassische Symphonie unterlegt, während in X-Men 2 mit Wolfgang Amadeus Mozarts Sakralwerk Requiem ebenfalls klassische Musik zu hören ist.
Ottman offenbarte, dass er ursprünglich das Thema von Jean Grey aus X-Men 2 für X-Men: Apocalypse verwenden wollte, dies allerdings verworfen hatte, weil das Musikstück zu „altmodisch“ geklungen habe. Singer gab am 13. April 2016 die Fertigstellung des Score bekannt. Der komplette Soundtrack des Films ist seit dem 24. März 2016 beim Online-Versandhändler Amazon vorbestellbar und wurde am 20. Mai 2016 als Download bei Sony Classical veröffentlicht. Der Soundtrack umfasst 25 Musikstücke und hat eine Gesamtlänge von 1:16:56 min.
Titelliste des Soundtracks
1. Apocalypse – 3:43
2. The Transference – 3:50
3. Pyramid Collapse / Main Titles – 2:25
4. Eric’s New Life – 1:27
5. Just a Dream – 1:16
6. Moira’s Discovery / Apocalypse Awakes – 4:35
7. Shattered Life – 2:54
8. Going Grey / Who the F are You? – 1:49
9. Eric’s Rebirth – 2:48
10. Contacting Eric / The Answer! – 5:01
11. Beethoven Havok – 2:53
12. You Can See – 1:31
13. New Pyramid – 2:13
14. Recruiting Psylocke – 2:04
15. Split them Up! – 4:15
16. A Piece of his Past – 1:42
17. The Magneto Effect – 4:26
18. Jet Memories – 1:46
19. The Message / Some Kind of Weapon – 4:01
20. Great Hero / You Betray Me – 5:13
21. Like a Fire – 4:24
22. What Beach? – 1:51
23. Rebuilding / Cuffed / Goodbye Old Friend – 3:35
24. You’re X-Men / End Titles – 4:09
25. Rest Young Child (Vocal Version) – 2:18

Trailer Songs
1. Snow Ghosts – The Hunted – 3:26 (Trailer 1)
2. Ghostwriter – In For the Kill – 1:08 (Trailer 1)
3. Clairity – Don’t Panic – 4:33 (Trailer 2)
4. Filter – Hey Man Nice Shot – 5:02 (Trailer 3)

Zusätzliche Songs
Folgende Songs sind nicht auf dem offiziellen Soundtrack-Album zu finden, werden aber im Film verwendet.
1. Malaria! – Kaltes klares Wasser – 3:42
2. Metallica – The Four Horsemen – 7:13
3. Men Without Hats – The Safety Dance – 4:30
4. Eurythmics – Sweet Dreams (Are Made of This) – 4:51

### Deutsche Synchronsprecher
Die deutsche Synchronisation entstand nach einem Dialogbuch und der Dialogregie von Tobias Meister im Auftrag der Interopa Film GmbH in Berlin.
| Schauspieler       | Rolle            | Deutsche Stimme   |
| ------------------ | ---------------- | ----------------- |
| James McAvoy       | Charles Xavier   | Johannes Raspe    |
| Michael Fassbender | Erik Lehnsherr   | Norman Matt       |
| Jennifer Lawrence  | Mystique         | Maria Koschny     |
| Nicholas Hoult     | Hank McCoy       | Ozan Ünal         |
| Oscar Isaac        | Apocalypse       | Stefan Günther    |
| Rose Byrne         | Moira MacTaggert | Ranja Bonalana    |
| Evan Peters        | Quicksilver      | Julius Jellinek   |
| Josh Helman        | William Stryker  | Leonhard Mahlich  |
| Sophie Turner      | Jean Grey        | Anne Düe          |
| Tye Sheridan       | Scott Summers    | Sebastian Fitzner |
| Lucas Till         | Alex Summers     | Martin Kautz      |
| Kodi Smit-McPhee   | Nightcrawler     | Christian Zeiger  |
| Ben Hardy          | Angel            | Amadeus Strobl    |
| Alexandra Shipp    | Storm            | Magdalena Turba   |
| Lana Condor        | Jubilee          | Maria Hönig       |
| Olivia Munn        | Psylocke         | Ursula Hugo       |
| Tómas Lemarquis    | Caliban          | Marius Clarén     |
| Carolina Bartczak  | Magda            | Juliana Cukier    |
| T.J. McGibbon      | Nina             | Hanna Schmidt-Foß |

### Besetzung
Das Casting begann im Oktober 2014 und endete im April 2015. Aus den Vorgängerfilmen kehrten James McAvoy als Professor Charles Xavier, Michael Fassbender als Erik Lehnsherr, Jennifer Lawrence als Raven und Nicholas Hoult als Hank McCoy in ihren Rollen zurück. Für seine Rolle als Charles Xavier rasierte sich McAvoy den Kopf kahl und näherte sich damit dem bekannten Look des Charakters, der in der ersten X-Men-Trilogie und X-Men: Zukunft ist Vergangenheit in einer älteren Inkarnation von Patrick Stewart dargestellt wird, weiter an. Obwohl in den X-Men-Comics der Haarverlust auf seine fortschreitende Mutation zurückzuführen ist, erklärte McAvoy in der Graham Norton Show, dass dieser Aspekt im Film nicht übernommen werde: „Wir konnten einen Superhelden nicht einfach so seine Haare verlieren lassen, also macht er etwas so schrecklich Schmerzhaftes durch, das ihm buchstäblich die Hälfte seiner Haare entreißt, und der Rest fällt aus.“ Im Mai 2014 gab Simon Kinberg bekannt, dass Evan Peters wieder als Quicksilver zum Einsatz kommen werde. Im November 2014 verkündete Bryan Singer, dass Oscar Isaac die Rolle des titelgebenden Ur-Mutanten Apocalypse erhalten werde. Gerüchte, wonach Tom Hardy und Dennis Haysbert für die gleiche Rolle in der engeren Auswahl standen, dementierte Singer. Isaac sei die Art von Schauspieler, die er von Anfang an für die Rolle besetzen wollte.
Im Januar 2015 gab Singer die Darsteller der jungen Versionen von Cyclops, Storm und Jean Grey bekannt. So werde Tye Sheridan Cyclops spielen, Alexandra Shipp Storm, und die Rolle letzterer werde die aus Game of Thrones bekannte Sophie Turner übernehmen. Cyclops ist in X-Men: Apocalypse noch kein Anführer, Storm befindet sich auf einem „falschen Weg im Leben“, während Jean noch nicht ganz erwachsen ist. In einem Interview mit IGN sagte Turner, dass ihre Darstellung der Sansa Stark in der vierten Staffel von Game of Thrones ein ausschlaggebender Grund gewesen sei, weshalb sie die Rolle erhalten habe: „Ich denke, einer der Gründe, warum sie sich für mich entschieden haben, ist jener, dass sie die dunkle Seite an Sansa gesehen haben. Vielleicht dachten sie sich, 'Oh, Phoenix, Jean Grey.' Ich sehe definitiv viele Parallelen zwischen ihnen. Jean hadert mit ihren Kräften, und damit, in der Welt der Menschen nicht akzeptiert zu werden.“ In Bezug auf Famke Janssen, die Jean Grey in der ersten X-Men-Trilogie spielte, erklärte Turner, nur bedingt die Rolle nachahmen zu wollen und stattdessen plane, der jüngeren Inkarnation von Jean Grey einem eigenen Ansatz zu geben: „Ich möchte Famke auf eine gewisse Weise nachahmen, da die Rolle wie die Jean in den ersten beiden Filmen sein sollte, aber ich werde ihr auch meine eigene Art einflößen. Ich denke, ich werde mich auch von den Comics inspirieren lassen.“ Für die Rolle der Jean Grey wurden zuvor auch Elle Fanning und Saoirse Ronan in Betracht gezogen. Zur Vorbereitung auf die Rolle lernte Turner das Bogenschießen. Sheridan beschrieb den von ihm gespielten Charakter Cyclops als „wütend und ein wenig verloren“. Im Juni 2015 wurde bekannt, dass Shipp für ihre Rolle als Storm einen Mohawk trug.
Ebenfalls im Januar 2014 bestätige Kinberg, dass Rose Byrne wie bereits in X-Men: Erste Entscheidung wieder als Moira MacTaggert zu sehen sein werde. Im Februar wurde bekannt, dass Kodi Smit-McPhee für die Rolle des blauhäutigen Teleporters Nightcrawler verpflichtet wurde. Im März 2014 wurde die in der Öffentlichkeit unbekannte Schauspielerin Lana Condor für die Rolle der Mutantin Jubilee ausgewählt. Condor ist bis dato die einzige Schauspielerin, die von Singer nach einem Castingvideo, einem sogenannten Audition Tape, erfolgreich für eine Rolle in einem seiner X-Men-Filme gecastet wurde. Im April 2014 verriet Singer, dass der Engländer Ben Hardy den Mutanten Angel verkörpern werde. Singer beschrieb Hardys Rolle als „kein besonders netter Engel“ und spielte damit auf Archangel an, einer düsteren Version des Charakters, der mit Flügeln aus biologischem Metall ausgestattet ist und zu den vier Reiter der Apokalypse gehört. Es wurde außerdem bekannt, dass Olivia Munn die Rolle der Psylocke, einer Mutantin mit telepathischen und telekinetischen Fähigkeiten, übernehmen und Lucas Till wieder in der Rolle des Mutanten Havok zurückkehren werde. Singer bestätigte, dass Havok und Cyclops im Film, wie in den X-Men-Comics auch, Brüder sind. Im Mai kündigte Singer an, dass der Mutant Caliban im Film einen Auftritt haben und von Tómas Lemarquis gespielt werde. Bei Caliban handelt es sich um einen Morlock, dessen größte Stärke es ist, Mutanten aufzuspüren. In der offiziellen Charakter-Beschreibung zum Film wurde Caliban als „Mutanten-Händler“ beschrieben, der mit Psylocke zusammenarbeitet. Im Juli 2015 wurde bestätigt, dass Josh Helman wieder in der Rolle des Militäroffiziers William Stryker zu sehen sein werde.
Nach monatelangen Spekulationen wurde am 25. April 2016 Hugh Jackman in der Rolle des Wolverine bestätigt; für seine wenigen Szenen waren Nachdrehs erforderlich. X-Men-Schöpfer Stan Lee ist in einem Cameoauftritt zu sehen. Seinen letzten Cameoauftritt in einem X-Men-Film hatte er zuvor in X-Men: Der letzte Widerstand aus dem Jahr 2006. Im Gespräch bei Larry King sagte Lee, dass sein Cameoauftritt in X-Men: Apocalypse „anders“ sein werde als seine üblichen, da er ihn mit einer nicht namentlich erwähnten Person gedreht habe, die ihm viel bedeute. Damit meinte er seine Frau Joan Lee (1922–2017) in ihrem einzigen Auftritt in einem Marvel-Film. Patrick Stewart bestätigte im Januar 2015, dass er diesmal nicht in die Rolle des Professor X zurückkehren werde. Von der Fortsetzung von X-Men: Zukunft ist Vergangenheit habe er erst nach der offiziellen Ankündigung des Films erfahren. Er werde allerdings im dritten Wolverine-Film auftreten. Obwohl Regisseur Singer gerne viele Geheimnisse um seine Filme macht, wurde bereits im Juni 2015 bekannt, dass Channing Tatum als Gambit im Film nicht zum Einsatz kommt, später auch, dass Ian McKellen diesmal nicht Magneto verkörpert. Im November 2015 wurde bekannt, dass der Schauspieler Anthony Konechny in X-Men: Apocalypse zu sehen ist. Konechny bestätigte auf seiner Website, dass er bereits im April 2015 zum Cast dazugestoßen sei. Am 23. April 2016 enthüllte Singer einen Auftritt des Mutanten The Blob. Verkörpert wird der Charakter vom 540 Pfund (ca. 245 Kilogramm) schweren frankokanadischen Wrestler "Giant" Gustav Claude Ouimet.
In weiteren Rollen zu sehen sind Carolina Bartczak als Magnetos Ehefrau Magda sowie T.J. McGibbon als Magnetos Tochter Nina. Warren Scherer, Rochelle Okoye, Monique Ganderton und Fraser Aitcheson porträtieren die ursprünglichen vier apokalyptischen Reiter in den im alten Ägypten angesiedelten Rückblenden. Ein weiterer Akteur ist Manuel Sinor als Kampfansager im Berliner Fight Club. Željko Ivanek und Ally Sheedy hatten im Film Gastauftritte. Ivanek spielt einen Wissenschaftler im Pentagon, während Sheedy Scott Summers Lehrerin in den Anfangsszenen des Films darstellte. Aus Archivmaterial wurden Szenen aus X-Men: Erste Entscheidung von Caleb Landry Jones als Banshee und Bill Milner als junger Magneto verwendet. Zudem wurden Archivclips der Schauspieler Michael Forest und Leslie Parrish aus der im Jahr 1967 erschienenen Star Trek Folge Der Tempel des Apoll verwendet.

### Dreharbeiten
Mit den Aufbauarbeiten für das Filmset wurde im November 2014 begonnen. Die Dreharbeiten begannen am 27. April 2015 in Montreal, Kanada. Die ersten Szenen entstanden im Einkaufszentrum Plaza Côte-des-Neiges, wo zwei Tage lang mit Tye Sheridan, Kodi Smit-McPhee, Sophie Turner und Lana Condor gedreht wurde. Wie schon bei X-Men: Zukunft ist Vergangenheit fand der Großteil der Dreharbeiten in den kanadischen Mel’s Studios statt, einem 27 Hektar umfassenden Filmstudio. In den ersten Monaten wurden in der Studioeinrichtung rund 800 Vollzeitmitarbeiter beschäftigt. Im Laufe der Dreharbeiten stieg die Zahl auf 1200. 30 Drehtage wurden on location gedreht, Drehorte waren u. a. das Rathaus Hôtel de Ville, die McGill University und der Campus des John Abbott College, wobei die Szenen von zwei verschiedenen Filmteams parallel gedreht wurden. Anders als der Vorgängerfilm, der größtenteils mit 2D-Kameras gefilmt wurde und deshalb nachträglich in 3D konvertiert werden musste, kamen am Set von X-Men: Apocalypse für die 3D-Aufnahmen verschiedene 3D-Rigs zum Einsatz. Für die Außenaufnahmen der X-Mansion (X-Villa), dem Institut von Charles Xavier, diente wie schon im Film X-Men: Erste Entscheidung das Englefield House im englischen Berkshire. Am 23. August 2015 erklärte Singer die Dreharbeiten für abgeschlossen. Am 4. September 2015 begannen die Dreharbeiten mit der Second Unit unter der Regie von Brian Smrz. Gedreht wurde mit Evan Peters an einer dreiminütigen Quicksilver-Sequenz, die sechs Wochen Drehzeit benötigte und bei der Phantom Kameras für 3D-Aufnahmen sowie komplexe Kameraschwenks zum Einsatz kamen. Allein für diese Sequenz habe laut Singer Evan Peters mehr Zeit am Set verbracht als alle anderen Schauspieler. Nachdrehs begannen im Februar 2016 in Montreal und der angrenzenden Stadt Hampstead.
Um sich auf ihre Rollen vorzubereiten unterzogen sich Olivia Munn und Oscar Isaac in der Kampfsportschule Dax Gym einem zweimonatigen speziellen Trainingsprogramm. Munn trainierte pro Tag 6 bis 7 Stunden und verlor 12 Kilogramm Gewicht. Für die Actionsequenzen von Psylocke sollte ursprünglich ein Stuntdouble zum Einsatz kommen, doch auf eigenen Wunsch führte Munn alle Stunts selbst aus. Munn erklärte, dass es ihr wichtig gewesen sei die Stunts selbst auszuführen, da dadurch die Actionsequenzen für den Zuschauer noch glaubwürdiger erschienen.

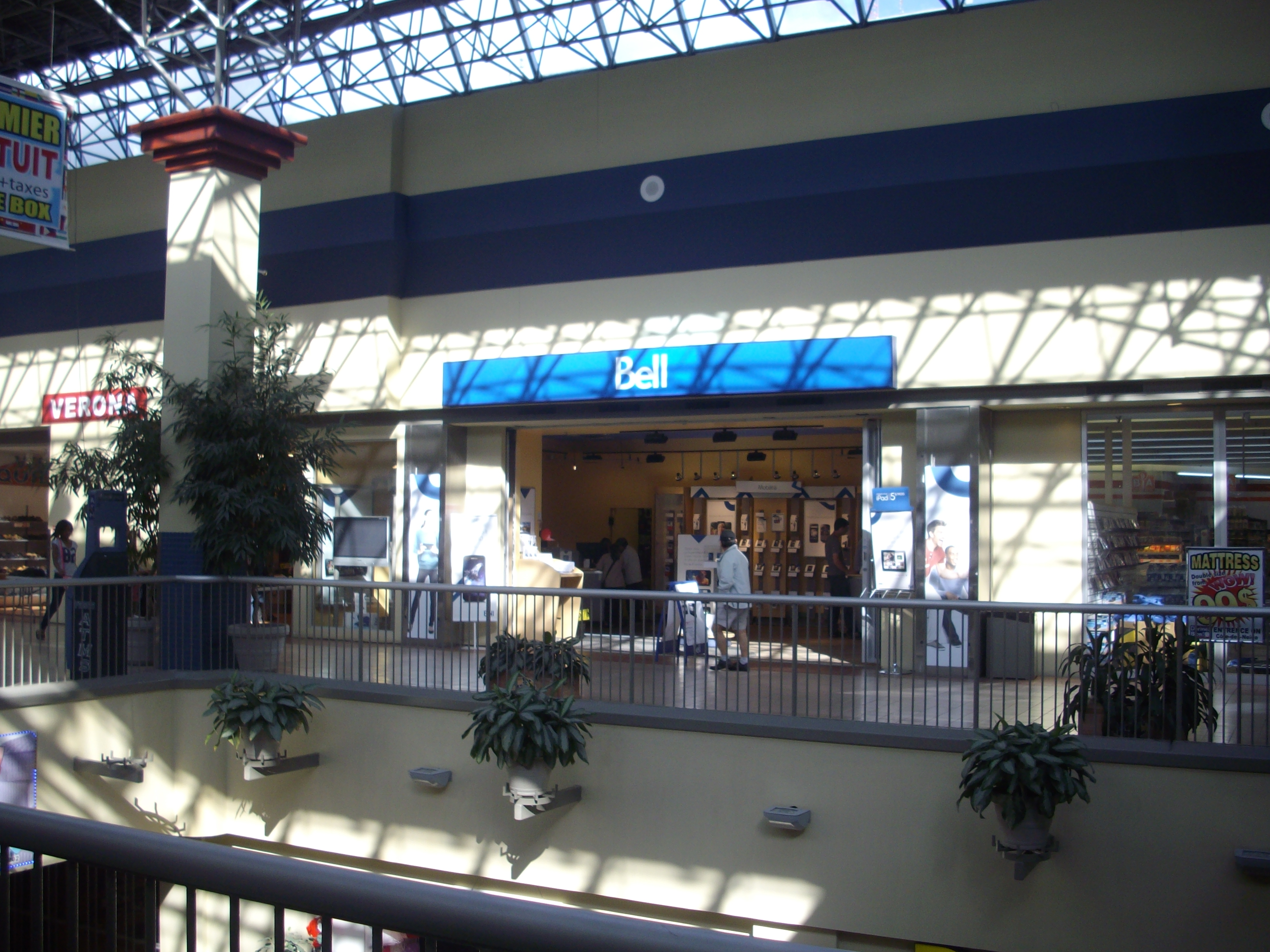
Das Einkaufszentrum Plaza Côte-Des-Neiges
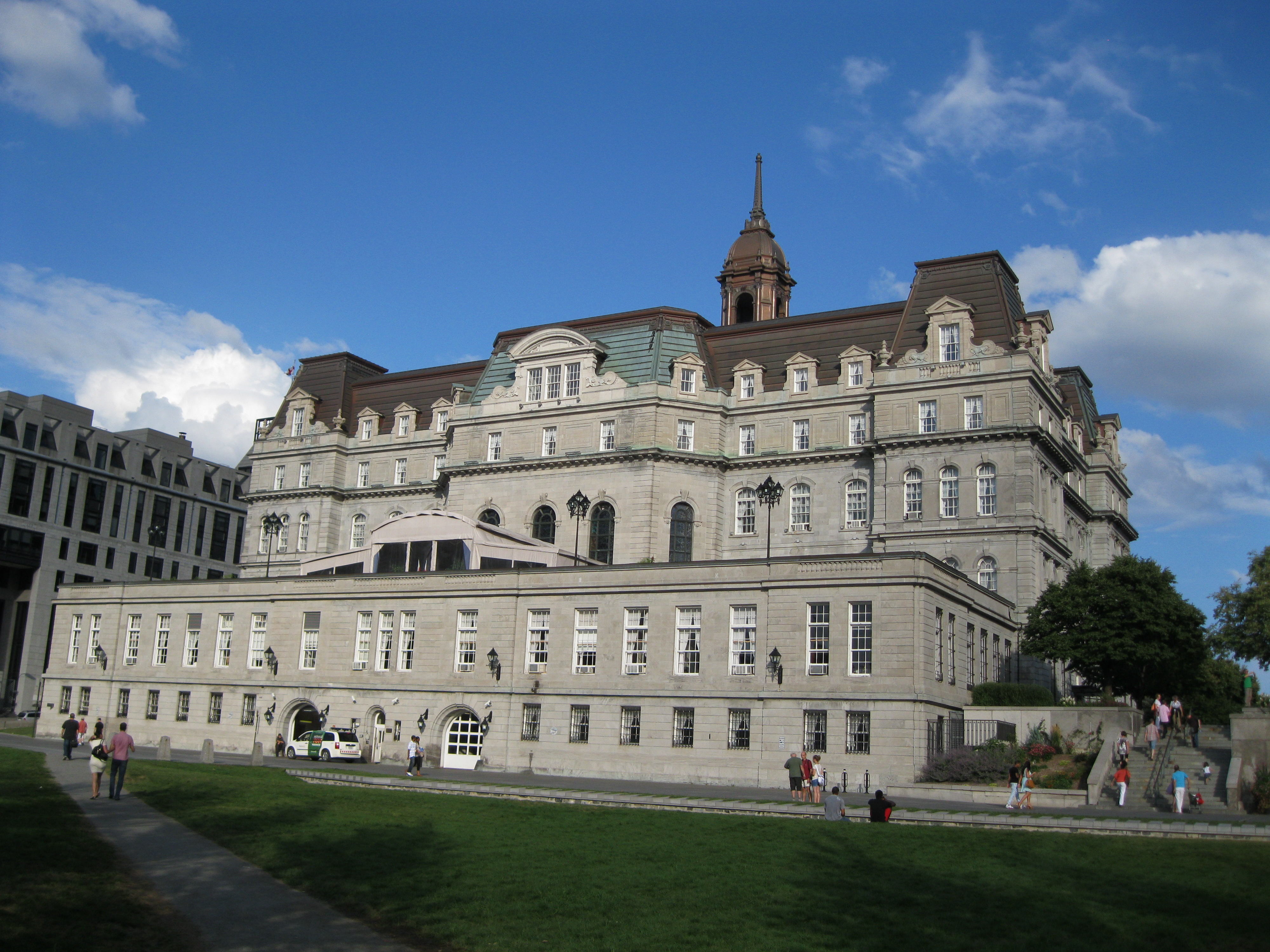
Hôtel de Ville, das Rathaus von Montreal
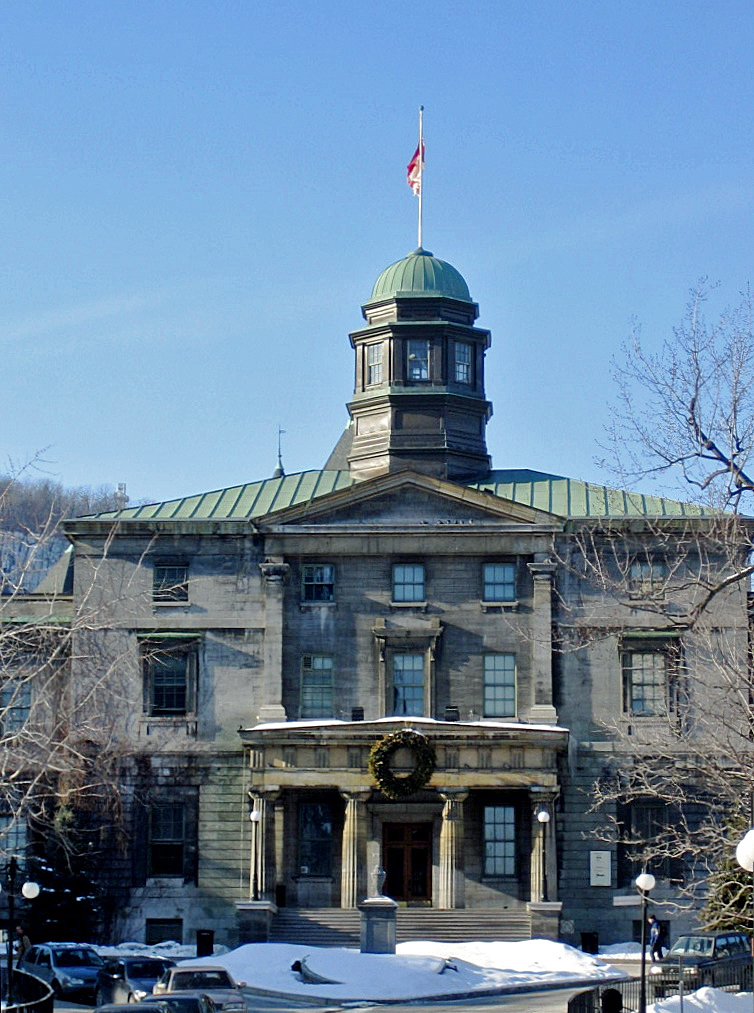
Die McGill University
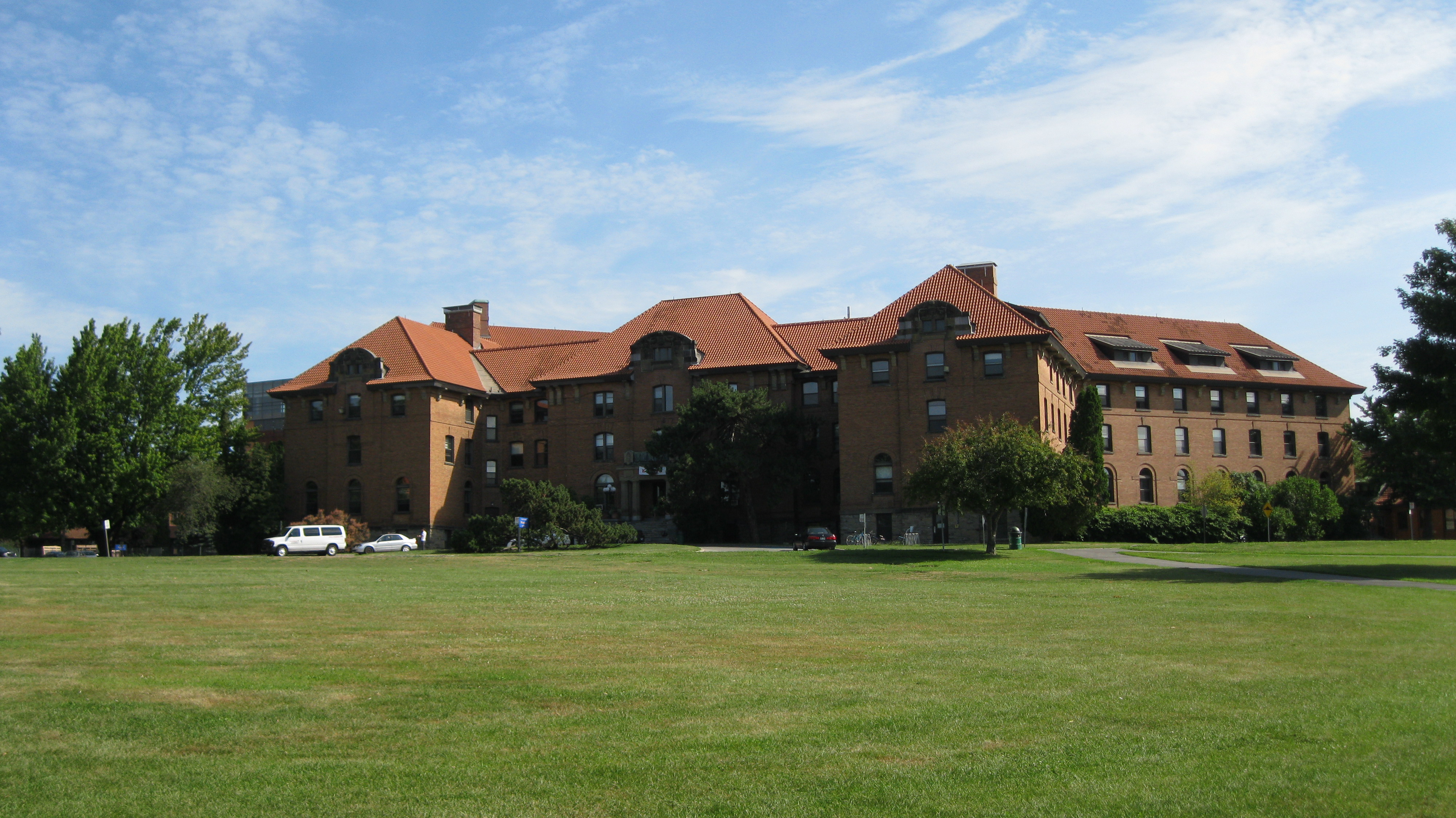
Campus des John Abbott College
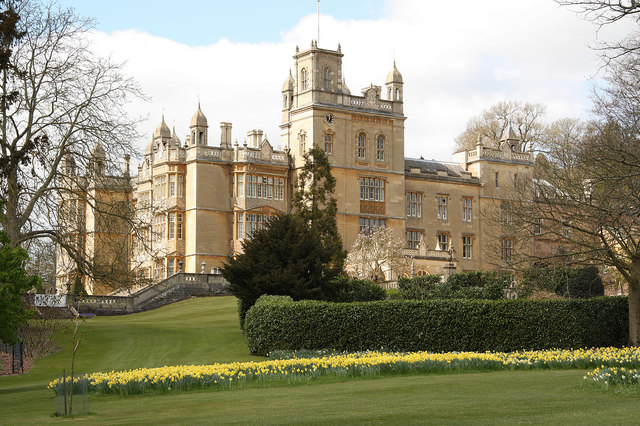
Das Englefield House im englischen Berkshire

## Marketing
Am 27. April 2015 wurde das erste offizielle Bild von Kodi Smit-McPhee als Nightcrawler veröffentlicht. Im Juli 2015 wurde von Bryan Singer ein eigens für die San Diego Comic-Con International erstelltes Filmposter veröffentlicht, auf dem En Sabah Nur sowie die Überreste von Charles Xaviers Herrenhaus zu sehen ist. Das Männermagazin Esquire kürte es unter den 11 besten Filmposter des Jahres. Einen Tag später wurde der Trailer auf der Comic-Con dem Publikum gezeigt. Am 16. Juli 2015 veröffentlichte das US-Magazin Entertainment Weekly eine Bilderstrecke, auf dem u. a. Oscar Isaac als titelgebender Bösewicht En Sabah Nur/Apocalypse, Olivia Munn als Psylocke, Michael Fassbender als Magneto sowie die jungen Mutanten Jean Grey, Cyclops und Jubilee zu sehen sind. Zwei Wochen später veröffentlichte Empire weitere Bilder.
Am 8. Oktober 2015 verkündeten 20th Century Fox und der Nahrungsmittelkonzern Mars Inc. eine Partnerschaft zur Vermarktung des Films. Die Partnerschaft beinhaltet Displays im Lebensmitteleinzelhandel und Werbespots unter dem Markennamen M&M’s. Ein Bild, auf dem Magneto und Storm in der M&M-Variante zu sehen sind, wurde am Tag der Ankündigung veröffentlicht. Am 12. Dezember 2015 wurde ebenfalls in der M&M-Variante ein weiteres Bild mit Apocalypse veröffentlicht.
Nachdem Kinberg im November 2015 eine Veröffentlichung des Trailers in den Kinos im Vorprogramm von Star Wars: Das Erwachen der Macht angekündigt hatte, wurde er schließlich am 11. Dezember im Internet veröffentlicht. In den ersten 10 Stunden wurde der 2:33-minütige Trailer über 3,5 Millionen Mal gesehen. In den nächsten 3 Tagen stieg die Zahl auf 30 Millionen. Musikalisch untermauert wurde der Trailer vom Stück The Hunted der britischen Band Snow Ghosts und dem Soundtrack In For the Kill, der speziell für den Trailer entworfen wurde. In Presse wurde der Trailer ausführlich besprochen und von Fans mehrfach mit der Zeichentrickserie X-Men: The Animated Series verglichen. Hintergrund sind zwei Textzeilen, die im Trailer nahezu komplett von der Zeichentrickserie übernommen wurden. Am selben Tag veröffentlichte Singer das erste internationale Filmposter mit Oscar Isaac in Nahaufnahme als Apocalypse abgebildet und unter dem Schriftzug „Only the Strong Will Survive“ („Nur die Starken werden überleben“).
Im Dezember 2015 gab der südkoreanische Autohersteller Kia Motors eine Kooperation mit 20th Century Fox zur Förderung des Films bekannt. Eigens dafür wurde ein Kia Sportage mit dem Namen Kia X-Car entworfen, der eine spezielle Folierung mit matten und glänzenden Blautönen trägt, dessen Design durch die Hautfarbe der Figur Mystique inspiriert ist. Erstmals zu sehen war der Kia X-Car am 4. Januar 2016 in einem Werbespot mit dem internationalen Kia-Markenbotschafter Rafael Nadal. Die Präsentation des Unikats fand Mitte Januar bei den Australian Open 2016 statt. Zudem veröffentlichte Kia Motors am 14. März 2016 einen weiteren Werbespot, der ausschließlich in China gezeigt wurde und auf dem ein Wettrennen zwischen dem X-Men-Charakter Quicksilver und dem Kia KX5 zu sehen ist. Für Kia Motors und 20th Century Fox ist es die zweite Zusammenarbeit. Bereits im November 2014 wurde anlässlich der Heimkino-Veröffentlichung von X-Men: Zukunft ist Vergangenheit ein Kia Sorento präpariert, dessen Design ebenfalls an die Protagonisten des X-Men-Films angelehnt war.
Am 8. Februar 2016 wurde während der Fernsehübertragung des Super Bowl ein 30 Sekunden langer Werbespot ausgestrahlt. Unterlegt wurde er von einer Coverversion des Coldplay Songs Don’t Panic der 18-jährigen Musikerin Clairity. Ebenfalls im Februar 2016 stellte die Marketingabteilung von 20th Century Fox in landesweiten US-Kinos Pappaufsteller mit den X-Men-Darstellern in Lebensgröße auf. Zahlreiche Kinobesucher fotografierten sich mit den Aufsteller und veröffentlichten die Bilder in sozialen Netzwerken unter dem Hashtag „Join The X-Men“. Am 8. März 2016 veröffentlichte Yahoo ein exklusives Filmposter mit dem Titel Destroy, auf dem Apocalypse und seine vier apokalyptischen Reiter zu sehen sind. Einen Tag später veröffentlichte 20th Century Fox ein weiteres Exemplar unter dem Titel Defend, auf dem diesmal Charles Xavier und die X-Men abgebildet sind.
Am 17. März 2016 veröffentlichte 20th Century Fox den zweiten Trailer. Bereits einige Stunden zuvor wurde auf dem US-Fernsehsender The Insider ein 20 Sekunden langer Teaser ausgestrahlt. Der Trailer enthält eine Hommage an den ersten X-Men-Film (2000): Michael Fassbender und James McAvoy führen einen Dialog, der so von Patrick Stewart und Ian McKellen in der Schlussszene von X-Men mit den identischen Textzeilen geführt wurde. Singer sagte, dass besagte Hommage einen Spoiler zum Ende des Films darstelle und er aus diesem Grund beabsichtigte die Szene aus dem Trailer rauszuschneiden. Allerdings habe man sich bei 20th Century Fox entschieden die Szene trotz Singers Einwand im Trailer zu verwenden. In den ersten 48 Stunden wurde der Trailer im Internet über 14,5 Millionen Mal aufgerufen. Kurz nach der Trailer-Veröffentlichung enthüllte das Empire Magazine ein 9-teiliges Puzzle-Cover, das zusammengenommen ein übergeordnetes Bild ergibt, auf dem die Darsteller des Films das Cover des Magazins zieren.
Am 22. März 2016 führte 20th Century Fox eine X-Men-Fan-App ein. Die App, die vom US-Startup Victorious entwickelt wurde, bietet exklusive Inhalte, bisher veröffentlichtes Promomaterial sowie eine Plattform für Benutzer, die ihre Inhalte mit anderen Benutzer austauschen und kommentieren können. Zur Einführung startete 20th Century Fox einen sogenannten „Superfan-Wettbewerb“ ein. Die fünf erstplatzierten dürfen demnach X-Men: Apocalypse bereits vor dem offiziellen Kinostart sehen. Die restlichen 95 Gewinner erhalten Werbegeschenke, wie beispielsweise einem T-Shirt auf dem Apocalypse abgebildet ist oder den Helm von Magneto. In einem Anfang April 2016 auf Deutsch veröffentlichten Featurette wurde gezeigt, dass Apocalypse als Rekruten Storm, Angel, Psylocke und Magneto um sich versammelt, seine apokalyptischen Reiter. In der April-Monatsausgabe von Empire veröffentlichte das Magazin einen ausführlichen Bericht über X-Men: Apocalypse, in der u. a. auch die Darsteller und Produzenten des Films zu Wort kamen. Kurz danach wurden 12 Charakterposter veröffentlicht. Am 13. April 2016 wurde ein Ensemble-Poster veröffentlicht, das an dem Cover des Videospiels X-Men Legends II: Rise of Apocalypse aus dem Jahr 2005 angelehnt ist. Am. 15 April wurde ein Werbevideo mit den Darstellern des Films für den britischen Internetanbieter Sky Fibre im Internet veröffentlicht. Am 18. April folgte eine Veröffentlichung einer Webseite, die Apocalypses Geschichte unter dem Namen En Sabah Nur in den letzten Jahrtausenden beschreibt, sowie seiner Opferzahlen. Am selben Tag wurde ein Video im Stile der Mystery-Dokumentarserie In Search of… veröffentlicht, das von George Takei gesprochen wird. Am 25. April wurde der finale Trailer zu X-Men: Apocalypse veröffentlicht. Bereits eine Woche zuvor wurde der Trailer Medienvertretern auf der Cinemacon vorgestellt. In den ersten fünf Tagen erreichte der Trailer über 20 Millionen Klicks. Am 29. April wurde ein Werbevideo mit Quicksilver für einen Energy-Drink veröffentlicht. In einem Anfang Mai 2016 veröffentlichten, 1:58 min langen Featurette mit dem Titel X-Men: Apocalypse – ‚The History of Apocalypse‘ erfährt man, dass Apocalypse vor einer Million Jahren geboren wurde und alle Mutanten als seine Kinder betrachtet.

## Kontroversen
Eine Kontroverse löste der im Dezember 2015 veröffentlichte erste Trailer wegen des aufkommenden Verweis des Antagonisten Apocalypse auf den hinduistischen Gott Krishna aus. Apocalypse sagt in einem Monolog, er habe „viele Namen in vielen Leben“ gehabt, und nennt in Bezug darauf Krishna. Rajan Zed, der Präsident der Universal Society of Hinduism (Universellen Gesellschaft des Hinduismus), einer weltweiten Hindu-Gesellschaft, kritisierte, dass der Verweis im gezeigten Kontext Krishna negativ darstelle, da Apocalypse das Ziel verfolge „die Welt zu säubern“, damit eine „Neue Welt“ unter seiner Herrschaft entstehen kann. Dies würde ein falsches Bild des Hinduismus vermitteln und die religiösen Gefühle der Hindus verletzen. Zed forderte in einem im Internet veröffentlichten Schreiben Regisseur Singer auf, sämtliche Verweise aus dem Film zu entfernen. Im zweiten Trailer, der Mitte März 2016 veröffentlicht wurde, waren besagte Verweise nicht zu finden. Stattdessen wird Apocalypse gemeingültig als Gott bezeichnet, ohne dabei Bezug auf eine immanente Gottesvorstellung zu nehmen.
Die amerikanische Filmkritikerin und ehemalige Comic-Autorin Grace Randolph kritisierte zudem, dass die im Trailer zu sehenden Twin Towers in einer Sequenz erscheinen, in der New York City augenscheinlich angegriffen wird und sich in einem verwüsteten Zustand befindet und äußerte, dass dies angesichts der Terroranschläge am 11. September 2001 „unangebracht“ sei.
Zur Förderung des Films publizierte 20th Century Fox in Los Angeles und New York City zahlreiche Werbebanner. Dabei wurde ein Werbeplakat, das zeigt, wie En Sabah Nur Mystique stranguliert, Gegenstand einer öffentlichen Debatte. Die Schauspielerin Rose McGowan warf 20th Century Fox vor, dass die Darstellung von einem männlichen Charakter, der einen weiblichen Charakter würgt, eine Darstellung „sexistischer Natur“ sei und forderte das Studio auf die Werbebanner wieder zurückzuziehen. So sagte McGowan in einem Gespräch mit The Hollywood Reporter: „Es ist ein großes Problem, wenn die Männer und Frauen von 20th Century Fox denken, dass beiläufige Gewalt gegen Frauen die Art und Weise ist, einen Film zu vermarkten. Es gibt keinen Zusammenhang in der Werbung, nur eine strangulierte Frau. Der Fakt, dass niemand darauf aufmerksam geworden ist, ist beleidigend und schlichtweg dumm“ („There is a major problem when the men and women at 20th Century Fox think casual violence against women is the way to market a film. There is no context in the ad, just a woman getting strangled. The fact that no one flagged this is offensive and frankly, stupid“). Die Autorin Sabina Ibarra kritisierte McGowan’s Meinung: Mystique gehöre zu den stärksten weiblichen Filmcharakteren, die im Vorgängerfilm X-Men: Zukunft ist Vergangenheit alle Mutanten vor der Ausrottung rettete und fügte hinzu, dass sie auf dem Werbebanner keinen Kampf zwischen „Mann gegen Frau“ sehe, sondern „Bösewicht gegen Heldin“. Das Bild suggeriere, dass sich der beliebte Charakter Mystique in Lebensgefahr befinde. Der Claim „Nur die stärksten werden überleben“ („Only the Strong Will Survive“) unterstreiche die Intention des Werbebanners.
Robby Soave von Reason.com bezeichnete die Kontroverse als „absurd“ und merkte an, dass es in den X-Men Filmen schon immer viel Gewalt zwischen „Männern und Frauen, Frauen und Frauen, Männer und Männer, Menschen und Nicht-Menschen, blau Menschen und andere blau Menschen“ gegeben habe. Zudem stellte Soave seinen Lesern die Frage: „Wenn Apocalypse auf dem Werbebanner jemand anderes, sagen wir Magneto, stranguliert hätte, würde man 20th Century Fox beschuldigen Gewalt gegen Männer zu befürworten? Oder gegen Juden? Ich glaube nicht“ („If the poster had depicted Apocalypse choking, say, Magneto, would we accuse it of advocating violence against men? Against Jews? I don't think so“). In einem am 3. Juni 2016 veröffentlichten Statement entschuldigte sich 20th Century Fox öffentlich für die Werbung.

## Veröffentlichung
In Deutschland startete X-Men: Apocalypse am 19. Mai 2016 in 2D, 3D und in IMAX-Kinos. In Nordamerika startete er am 27. Mai 2016, wobei er da nicht im IMAX-Format veröffentlicht wurde. Die Premiere fand am 9. Mai 2016 im Londoner BFI IMAX statt.
X-Men: Apocalypse soll als erster Film der X-Men-Reihe zeitgleich zum DVD- und Blu-ray-Start auch als Ultra HD Blu-ray veröffentlicht werden. Regisseur Singer erklärte, dass die Heimveröffentlichung geschnittene Szenen enthalten werde, in der unter anderem Lana Condor als Jubilee eine größere Rolle spielen werde. So soll es beispielsweise eine Szene geben die zeigt, wie Jubilee ihre Superkräfte einsetzt.

## Figuren
Die X-Men
| Name                                   | Figurenbeschreibung | Darsteller        |
| -------------------------------------- | --- | ----------------- |
| Professor Charles Xavier / Professor X | Ist ein Mutant und Pazifist sowie der weltweit mächtigste Telepath. Er kann durch Telepathie kommunizieren, Gedanken lesen und den Verstand kontrollieren. Zudem kann er seine Astralform projizieren und ist dadurch in der Lage, in den Gedanken anderer Personen zu erscheinen. Er ist der Gründer und Leiter von Xaviers Institut für begabte Jugendliche (Xavier’s School For Gifted Youngsters), einer Schule für Mutanten. | James McAvoy      |
| Hank McCoy / Beast                     | Ist ein Mutant mit blauem Fell und ein brillanter Wissenschaftler, mit übermenschlicher Stärke und Agilität. Ein von ihm entwickeltes Serum unterdrückt das X-Gen, was es ihm ermöglicht seine menschliche äußere Form beizubehalten. | Nicholas Hoult    |
| Raven / Mystique                       | Ist eine Mutantin mit der Fähigkeit zur Gestaltwandlung. Singer erklärte, dass Mystique ihren eigenen Weg geht und sich zum Ziel gemacht habe unterdrückte Mutanten aus ihrer misslichen Lage zu befreien. Laut Lawrence wisse Mystique nichts von der Existenz von Apocalypse, doch "sie hört darüber, was mit Erik passiert ist und sie versucht, ihn zu finden und ihm zu helfen."                                             | Jennifer Lawrence |
| Scott Summers / Cyclops                | Ist ein Mutant mit der Fähigkeit Energiestrahlen aus seinen Augen zu projizieren und der jüngere Bruder von Havok. Um seine Kräfte kontrollieren zu können trägt er eine Sonnenbrille. Laut Sheridan befinde sich Cyclops in einer Phase, in der er lerne sich als Mutant der menschlichen Gesellschaft anzupassen und seine Kräfte unter Kontrolle zu bekommen.                                                                  | Tye Sheridan      |
| Jean Grey                              | Ist eine Mutantin mit telepathischen und telekinetischen Fähigkeiten und eine der wertvollsten Schülerinnen des Xaviers Institut für begabte Jugendliche. Turner beschrieb den Charakter als sozial isoliert, unsicher und von anderen Mutanten entfremdet. | Sophie Turner     |
| Pietro Maximoff / Quicksilver          | Ist ein Mutant mit der Fähigkeit sich übermenschlich schnell bewegen zu können und der Sohn von Magneto. | Evan Peters       |
| Kurt Wagner / Nightcrawler             | Ist ein deutscher Mutant mit der Fähigkeit der Teleportation. Nachdem er von Raven in einem Fight Club aufgespürt und gerettet wurde, findet er bei Charles Xavier Zuflucht und wird zu einem neuen Schüler des Xaviers Institut für begabte Jugendliche. | Kodi Smit-McPhee  |
| Alex Summers / Havok                   | Ist ein Mutant mit der Fähigkeit kosmische Energie absorbieren zu können und sie mit einer extremen Zerstörungskraft abzufeuern. Er ist der ältere Bruder von Cyclops. | Lucas Till        |
| Jubilation Lee / Jubilee               | Ist eine Mutantin mit der Fähigkeit, pyrotechnische Energie aus ihren Händen zu erzeugen. Laut McAvoy könne Jubilee eine Art „Feuerwerk aus ihren Fingern im Zeichentrick verschießen“, doch im Film haben sie es dahingehend geändert, „dass sie nun quasi die Geliebte der Elektrizität ist“. | Lana Condor       |

Apocalypse und die vier apokalyptischen Reiter
| Name                           | Figurenbeschreibung | Darsteller         |
| ------------------------------ | --- | ------------------ |
| Apocalypse / En Sabah Nur      | Ist ein Mutant, der über eine Vielzahl von übermenschlichen und unterschiedlichen Fähigkeiten verfügt. Apocalypse wurde vor Tausenden von Jahren geboren, und wuchs im alten Ägypten auf. Er gilt als der erste Träger des X-Gens. In der Antike erhielt er den Namen En Sabah Nur, was so viel bedeutet wie ‚Der Erste‘. Er rüstet sich mit einer fremdartigen und hochentwickelten Technologie, die seine Zellen nach einem Jahre andauerten Schlaf regenerieren, was ihn theoretisch unsterblich macht. In den letzten Jahrtausenden wurde Apocalypse unter mehreren Namen, wie beispielsweise Ra oder Krishna, von verschiedenen Kulturen als Gott verehrt.               | Oscar Isaac        |
| Erik Lehnsherr / Magneto       | Ist ein Mutant, mit der Fähigkeit den Magnetismus zu beherrschen. Er kann alle Arten von Metall kontrollieren und manipulieren. Nach einem gescheiterten Attentat auf den US-Präsidenten, flüchtet Magneto nach Polen, gründete eine Familie und versucht ein normales Leben zu führen. Später wird er von Apocalypse rekrutiert. Fassbender erklärte die Position des Charakters wie folgt: „Magneto spielt auf beiden Seiten. Es kommt ganz darauf an, welcher Wochentag es ist. Wenn wir ihn zum ersten Mal wiedersehen, hat er seinen Umhang an den Nagel gehängt, ist verliebt und hat eine Familie. Seine Motive sind nachvollziehbar, die Methoden jedoch fragwürdig.“ | Michael Fassbender |
| Psylocke / Elizabeth Braddock  | Ist eine Mutantin, die im Nahkampf bevorzugt ein Katana einsetzt. Sie wird als eine der apokalyptischen Reiter dargestellt. Munn bezeichnete Psylocke als „sehr tödlich, sehr mächtig und sehr stark“. Zur Vorbereitung für die Rolle übte sich Munn im Schwertkampf. | Olivia Munn        |
| Warren Worthington III / Angel | Ist ein Mutant mit Flügeln. Nachdem beim Kampf mit Nightcrawler einer seiner Flügel verletzt wurde, gibt ihm Apocalypse Flügel aus Metall, deren Federn er als tödliche Geschosse abfeuern kann. Zur Vorbereitung für die Rolle trainierte Hardy in einem Vertikalwindtunnel. | Ben Hardy          |
| Ororo Munroe / Storm           | Ist eine Mutantin, mit der Fähigkeit das Wetter manipulieren zu können. Sie kann Wirbelstürme bis hin zu Schneestürmen erzeugen. Zudem verfügt sie über Flugkräfte, in dem sie den Wind auf ihren Körper fokussiert und ihn dahin gehend manipuliert, dass ihr Körper von der dadurch erzeugten Windstärke getragen wird. Sie ist ohne Eltern in den Straßen von Kairo aufgewachsen. Im Interview mit Empire Online sagte Singer, dass Storm Apocalypse als Vaterfigur betrachtet, da sie bei ihm Zuflucht und Geborgenheit gefunden habe. | Alexandra Shipp    |

Andere
| Name              | Figurenbeschreibung | Darsteller      |
| ----------------- | --- | --------------- |
| Moira MacTaggert  | Eine CIA-Agentin, die in X-Men: Erste Entscheidung mit Charles Xavier zusammenarbeitete. Xavier löschte später ihre Erinnerungen an ihre Erlebnisse mit den X-Men. | Rose Byrne      |
| William Stryker   | Stryker ist Colonel der US Army, der Mutanten hasst und sie deswegen unerbittlich verfolgt. | Josh Helman     |
| Caliban           | Caliban ist ein Mutant mit der Fähigkeit, den Aufenthaltsort anderer Mutanten über große Entfernungen ausfindig machen zu können. Er jagt und handelt andere Mutanten. | Tómas Lemarquis |
| Logan / Wolverine | Ist ein Mutant mit erhöhten Regenerationsfähigkeiten, die es ihm ermöglichen, sich in Sekundenschnelle von Verletzungen zu erholen. Als Waffen besitzt er drei raubtierartige Krallen an jeder Hand. Wolverine altert wesentlich langsamer als normale Menschen. Singer erklärte, dass Wolverines Auftreten in X-Men: Apocalypse etwas "sehr entscheidendes" für die X-Men-Filme haben werde und dies somit nicht einfach nur ein gewöhnlicher Cameoauftritt sein werde. | Hugh Jackman    |

## Rezeption

### Kritiken
Der Film erhielt gemischte Kritiken. Bei Metacritic erhielt der Film einen Metascore von 52/100 basierend auf 48 Rezensionen, bei Rotten Tomatoes waren 47 Prozent der 346 Rezensionen positiv. Im Konsens wird kritisiert, der Film sei „mit Action überladen“, es mangele ihm an Unterhaltungswert und er sei „eine Enttäuschung für das Franchise“.

#### Internationale Kritiken
Todd McCarthy von The Hollywood Reporter meint: „Trotz einer großen Menge Action, die ohne Zweifel geboten wird, ist X-Men: Apocalypse ein typischer Fall von mehr ist weniger, vor allem im Vergleich mit der überraschenden Action und den interessanten persönlichen Interaktionen […] in anderen großen Marvel-Franchises.“ Bilge Ebiri von VillageVoice dagegen lobte, was X-Men: Apocalypse so aufregend mache, sei keine einzelne Sache, sondern seine „Stimmigkeit“ und seine „Begeisterung für das Storytelling“. Hugh Armitage schreibt in Digital Spy, der Film behält den „unordentlichen Charme“ und die Qualität seiner Vorgängerfilme. Für Ben Dreyfuss von Mother Jones ist X-Men: Apocalypse „der beste Superhelden Film des Jahres“.
Chris Nashawaty von Entertainment Weekly nennt den Film einen Riesenschritt rückwärts für das Franchise, hätten doch die Vorgängerfilme den Grund geboten, mehr zu erwarten. Der Film fühle sich mit seinem halben Dutzend zu vieler Figuren und einem Bösewicht, der ein blaues Nichts sei, an wie ein unübersichtliches Spülbecken-Chaos. Auch die Geschichte des Films sei so abgehackt und schlecht zusammengestrichen, dass man das Gefühl habe, man betrachte keinen Film, sondern Daumenkino.
Peter Bradshaw von The Guardian meint, das Besondere, das die X-Men ausmache, komme nur unzureichend zum Ausdruck, die Dialoge seien nur wenig interessant und wünscht sich von zukünftigen X-Men-Filmen weniger Figuren, dafür solle mehr Wert auf deren Charakterisierung gelegt werden.

#### Deutsche Kritiken
Andreas Staben von Filmstarts meint: „X-Men: Apocalypse ist bis zum Ende ein Blockbuster mit moralischen Widerhaken […] sowie ein bombastisches Superheldenspektakel mit menschlicher Dimension“ und lobte die schauspielerische Leistung von Michael Fassbender, der „noch weiter in die Tiefen seiner Figur eintauchen darf“. Der Journalist Flo Lieb schrieb in seiner Kritik: „Belebte Bryan Singer vor 16 Jahren mit X-Men das heute florierende Genre neu, inszeniert er nun primär für eine exklusive Klientel. Das wiederum wird es ihm danken, selbst wenn Oscar Isaacs En Sabah Nur mit seiner Aufmachung in einem Power Rangers-Film besser aufgehoben scheint. Im Vergleich zu Leuten wie Zack Snyder, Joss Whedon und den Russo-Brüdern hat Singer verstanden und verinnerlicht, was einen Comic-Film ausmacht“.
Das Film Feuilleton meint in seinem Fazit, Bryan Singer liefere „eine aufregende Superhelden-Alternative, die trotz ihres konventionellen wie überaus einfach gestrickten Grundgerüsts mit tiefschürfenden Zwischentönen zu verblüffen weiß“.

### Einspielergebnis
X-Men: Apocalypse wurde ab dem 18. Mai 2016 weltweit in 20.596 Kinos veröffentlicht und setzte am Startwochenende in 75 Ländern und Territorien (64 % des gesamten Absatzmarktes) einen Gesamtumsatz von 100,8 Millionen US-Dollar um. In 71 Ländern eroberte er die erste Chartposition, wobei sich das Vereinigte Königreich (10,5 Mio. US-Dollar), Mexiko (8,6 Mio. US-Dollar) und Brasilien (6,6 Mio. US-Dollar) als stärkste Absatzmärkte erwiesen. Auf den Philippinen (4,9 Mio. US-Dollar), in Indien (3,5 Mio. US-Dollar), Indonesien (3,1 Mio. US-Dollar), Singapur (3 Mio. US-Dollar) sowie Thailand (2,7 Mio. US-Dollar) und Kolumbien (1,9 Mio. US-Dollar) war es der erfolgreichste Start für das Studio 20th Century Fox. In 33 Ländern stellte er den besten Start eines X-Men-Films dar, so unter anderem in Russland (6,5 Mio. US-Dollar), wo er das Ergebnis seines Vorgängerfilms X-Men: Zukunft ist Vergangenheit um 20 % übertraf. Bislang wurden bundesweit 776.701 Besucher an den deutschen Kinokassen gezählt (Stand 4. September 2016). Die weltweiten Einnahmen des Films liegen derzeit bei rund 543 Millionen US-Dollar, wodurch sich der Film auf Platz 10 der erfolgreichsten Filme des Jahres 2016 befindet (Stand 5. September 2016). Derzeit ist der Film nach Deadpool und X-Men: Zukunft ist Vergangenheit der dritterfolgreichste Film der X-Men-Reihe. Insgesamt spielte er ca. 27 % weniger an den Kinokassen ein als X-Men: Zukunft ist Vergangenheit.

### Auszeichnungen
| Jahr | Award                     | Kategorie                   | Nominiert         | Resultat  | Ref.    |
| ---- | ------------------------- | --------------------------- | ----------------- | --------- | ------- |
| 2016 | Spike Guys' Choice Awards | Jean-Claude Gahd Dam        | Olivia Munn       | Gewonnen  | [ 205 ] |
| 2016 | Teen Choice Awards 2016   | Choice Summer Movie         | X-Men: Apocalypse | Nominiert | [ 206 ] |
| 2016 | Teen Choice Awards 2016   | Choice Movie: Hissy Fit     | Hugh Jackman      | Nominiert | [ 206 ] |
| 2016 | Teen Choice Awards 2016   | Choice Movie: Scene Stealer | Evan Peters       | Nominiert | [ 206 ] |
| 2016 | Teen Choice Awards 2016   | Choice Movie: Breakout Star | Alexandra Shipp   | Nominiert | [ 206 ] |

## Sonstiges
- Der Rollstuhl von Charles Xavier ist derselbe Rollstuhl, der im ersten X-Men-Film (2000) von Patrick Stewart benutzt wurde. Das Studio kaufte den Rollstuhl von einem Sammler, der ihn einige Jahre zuvor auf einer Auktion ersteigern konnte.[207]
- Der Arbeitstitel des Films lautete „Akkaba“. Der Titel ist ein Verweis auf den in X-Men-Comics bekannten Clan Akkaba, einem im antiken Ägypten gegründeten Geheimbund von Unterstützern, die Apocalypse als Gott anbeten. Im Film selbst kam der Clan Akkaba zur Sprache, als Moira MacTaggert davon erzählt, dass seit dem Bekanntwerden von Mutanten geheime Gesellschaften gegründet seien, die in ihnen eine Art „Wiederkunft des Herrn“ sehen oder „ein Zeichen Gottes“.[208]
- Ben Hardy bewarb sich ursprünglich für die Rolle des Cyclops. Singer bot ihm stattdessen die Rolle des Angel an, da er Hardy für diese Rolle optisch und körperlich als ideal empfand.[209]
- Die Stimme von Apocalypse-Darsteller Oscar Isaac wurde in der Postproduktion sechsmal verändert.[210]
- Mit einem Kinostart im Mai 2016 gibt der Charakter Apocalypse nahezu 30 Jahre nach seinem ersten Comic-Auftritt (Mai 1986) sein Debüt in einer Realverfilmung.[211]
- Die Comicfigur Dazzler hatte einen Cameoauftritt. Sie ist in einem Musikgeschäft auf einem Rekordalbum, das Scott Jean zeigt, abgebildet. Allerdings wurde diese Szene aus der Kinoversion geschnitten und ist lediglich in der Heimveröffentlichung enthalten.[212]
- Oscar Isaac ist nach Ray Park und Rose Byrne der dritte X-Men-Darsteller, der zuvor auch in einer Rolle in einem Star-Wars-Film zu sehen war.
- Quicksilver trägt ein T-Shirt mit dem Aufdruck „Rush“. Dabei handelt es sich um ein Easter Egg und einer Anspielung auf die kanadische Rockband Rush, von der Singer bekennender Fan ist.[213]
- In einer Szene liest Charles Xavier vor seinen Schülern aus dem Buch Der König auf Camelot. Dabei handelt es sich um dasselbe Buch, das von Magneto (dargestellt von Ian McKellen) in X-Men 2 in einer Szene im Gefängnis gelesen wird.[214]
- Nightcrawler trägt im Film eine rote Lederjacke, die eine Hommage an Michael Jacksons Musikvideo Thriller ist.[215]
- Der Containerhafen, den Magneto zerstört, ist der Hamburger Hafen (zu erkennen am Übersichtsplan im Büro der Hafenbehörde).

## Zukunft
Am 9. Mai 2016 bestätige Simon Kinberg, dass der nächste reguläre X-Men-Film in den 1990er Jahren spielen werde und somit ein Jahrzehnt nach X-Men: Apocalypse. Kinberg äußerte den Wunsch die Comic-Storyline The Dark Phoenix Saga, die bereits in X-Men: Der letzte Widerstand verfilmt wurde, noch einmal zu thematisieren, diesmal aber eine comictreue Umsetzung realisieren wolle. McAvoy, Fassbender, Lawrence und Hoult hatten im Jahr 2010 mit 20th Century Fox jeweils einen Vertrag für drei X-Men-Filme abgeschlossen. Dieser ist mit X-Men: Apocalypse erfüllt. Kinberg sagte in einem Interview im Juli 2015, dass 20th Century Fox Interesse an einer Vertragsverlängerung mit allen Darstellern habe. Allerdings sei das X-Men-Franchise nicht an einzelne Schauspieler gebunden und werde deshalb unabhängig von den Vertragsverhandlungen definitiv fortgesetzt. Lawrence dementierte im März 2015 zunächst ein Interesse an weiteren X-Men-Filmen, änderte ein Jahr darauf jedoch ihre Meinung. Fassbender bekundete im Mai 2015 Interesse an einer Vertragsverlängerung über mehrere Filme und bekräftigte dies mit der Äußerung, auch für hundert Filme zu unterschreiben. Hoult erklärte sich im März 2015 ebenfalls offen für eine Vertragsverlängerung. McAvoy äußerte sich am 6. April 2016 erstmals über seine Zukunft im X-Men-Franchise und erklärte, die Rolle des Charles Xaviers weiterhin spielen zu wollen, falls bei 20th Century Fox ernsthaftes Interesse daran bestünde. Am 9. November 2016 kündigte Kinberg beim Hollywood Reporter an, dass eine Neuausrichtung des X-Men-Franchise in Planung sei und er darin weiterhin als Produzent und Drehbuchautor fungieren werde. Es werde keinen kompletten Neustart der Reihe geben, stattdessen wolle man den Fokus auf eine neue Besetzung legen und gleichzeitig eine Rückkehr von Fassbender, McAvoy, Lawrence und Hoult offen halten.
Am 13. Mai 2015 kündigte 20th Century Fox X-Men: The New Mutants an, einem Spinoff innerhalb der X-Men-Filmreihe. Die Produktion übernehmen abermals Kinberg und Lauren Shuler Donner. Als Regisseur wurde Josh Boone engagiert, der auch das Drehbuch verfassen soll. Bei den New Mutants handelt es sich um eine Truppe von jugendlichen Mutanten, die von Professor Charles Xavier trainiert werden.
Am 28. März 2016 gab Regisseur Bryan Singer bekannt, eine Pause vom X-Men-Franchise nehmen zu wollen. Grund seien die psychisch anstrengenden Arbeiten von X-Men: Zukunft ist Vergangenheit und X-Men: Apocalypse, die in vier Jahren ohne Unterbrechung produziert wurden. Für seinen potenziellen nächsten X-Men-Film habe er allerdings bereits Ideen. So wolle er den Charakter Proteus als nächsten Antagonisten im X-Men-Franchise einführen. Proteus sei seine erste Wahl, da man unter anderem „schon allein visuell mit dem Charakter sehr viel machen kann“. Bei Proteus handelt es sich um den Sohn von Moira MacTaggert, der mit seinen Gedanken Energie erzeugen kann, die jedoch seinen Körper zerstören und er daher regelmäßig einen neuen Körper als Wirt übernehmen muss.